# Toyota TF103
Der Toyota TF103 war der zweite Formel-1-Rennwagen von Toyota Racing.

## Renngeschichte
Der von Gustav Brunner konstruierte Wagen nahm an allen 16 Rennen der Formel-1-Saison 2003 teil, wurde vom Franzosen Olivier Panis sowie dem Brasilianer Cristiano da Matta gesteuert und fuhr als bestes Resultat einen fünften Platz heraus (Panis beim Großen Preis von Deutschland), wodurch das Team in seiner zweiten Saison die Konstrukteurswertung mit 16 Punkten auf dem achten Rang von zehn beendete.
Luca Marmorini entwickelte den V10-Motor RVX-03. Die Bereifung kam von Michelin.

## Lackierung und Sponsoring
Der TF103 ist überwiegend in Weiß und Rot lackiert. Es werben AOL Time Warner, Denso, EMC, Esso, Kärcher, KDDI, Panasonic, Travelex und Wella auf dem Fahrzeug.

## Ergebnisse
| Fahrer               | Nr.                  | 1   | 2   | 3   | 4  | 5   | 6   | 7  | 8  | 9   | 10 | 11 | 12 | 13  | 14  | 15  | 16 | Punkte | Rang |
| -------------------- | -------------------- | --- | --- | --- | -- | --- | --- | -- | -- | --- | -- | -- | -- | --- | --- | --- | -- | ------ | ---- |
| Formel-1-Saison 2003 | Formel-1-Saison 2003 |     |     |     |    |     |     |    |    |     |    |    |    |     |     |     |    | 16     | 8.   |
| O. Panis             | 20                   | DNF | DNF | DNF | 9  | DNF | DNF | 13 | 8  | DNF | 8  | 11 | 5  | DNF | DNF | DNF | 10 | 16     | 8.   |
| C. da Matta          | 21                   | DNF | 11  | 10  | 12 | 6   | 10  | 9  | 11 | DNF | 11 | 7  | 6  | 11  | DNF | 9   | 7  | 16     | 8.   |

| Legende  | Legende            | Legende                                                          |
| Farbe    | Abkürzung          | Bedeutung                                                        |
| -------- | ------------------ | ---------------------------------------------------------------- |
| Gold     | –                  | Sieg                                                             |
| Silber   | –                  | 2. Platz                                                         |
| Bronze   | –                  | 3. Platz                                                         |
| Grün     | –                  | Platzierung in den Punkten                                       |
| Blau     | –                  | Klassifiziert außerhalb der Punkteränge                          |
| Violett  | DNF                | Rennen nicht beendet (did not finish)                            |
| Violett  | NC                 | nicht klassifiziert (not classified)                             |
| Rot      | DNQ                | nicht qualifiziert (did not qualify)                             |
| Rot      | DNPQ               | in Vorqualifikation gescheitert (did not pre-qualify)            |
| Schwarz  | DSQ                | disqualifiziert (disqualified)                                   |
| Weiß     | DNS                | nicht am Start (did not start)                                   |
| Weiß     | WD                 | zurückgezogen (withdrawn)                                        |
| Hellblau | PO                 | nur am Training teilgenommen (practiced only)                    |
| Hellblau | TD                 | Freitags-Testfahrer (test driver)                                |
| ohne     | DNP                | nicht am Training teilgenommen (did not practice)                |
| ohne     | INJ                | verletzt oder krank (injured)                                    |
| ohne     | EX                 | ausgeschlossen (excluded)                                        |
| ohne     | DNA                | nicht erschienen (did not arrive)                                |
| ohne     | C                  | Rennen abgesagt (cancelled)                                      |
| ohne     | keine WM-Teilnahme |                                                                  |
| sonstige | P/fett             | Pole-Position                                                    |
| sonstige | 1/2/3/4/5/6/7/8    | Punktplatzierung im Sprint-/Qualifikationsrennen                 |
| sonstige | SR/kursiv          | Schnellste Rennrunde                                             |
| sonstige | *                  | nicht im Ziel, aufgrund der zurückgelegten Distanz aber gewertet |
| sonstige | ()                 | Streichresultate                                                 |
| sonstige | unterstrichen      | Führender in der Gesamtwertung                                   |